# Габон на летних Олимпийских играх 1992
Габон принимал участие в Летних Олимпийских играх 1992 года в Барселоне (Испания) в четвёртый раз за свою историю, но не завоевал ни одной медали. Страну представляли четыре мужчины и одна женщина.

## Бокс
Спортсменов — 1
| Спортсмен   | Категория | 1/16 финала                      | 1/8 финала           | 1/4 финала           | Полуфинал            | Финал                |
| Спортсмен   | Категория | Соперник и результат             | Соперник и результат | Соперник и результат | Соперник и результат | Соперник и результат |
| ----------- | --------- | -------------------------------- | -------------------- | -------------------- | -------------------- | -------------------- |
| Родриг Бука | 57 кг     | Сандагсурегин Эрденебат Пор 4:21 | Не прошёл            | Не прошёл            | Не прошёл            | Не прошёл            |

## Дзюдо
Спортсменов — 2
Мужчины
| Спортсмен     | Категория | 1/32               | 1/16                          | 1/8                  | 1/4                  | 1/2                  | 1-й доп. раунд       | Утешит. четвертьфинал | Утешит. полуфинал    | За 3 место           | Финал                | Место |
| Спортсмен     | Категория | Соперник Результат | Соперник Результат            | Соперник Результат   | Соперник Результат   | Соперник Результат   | Соперник Результат   | Соперник Результат    | Соперник Результат   | Соперник Результат   | Соперник Результат   | Место |
| ------------- | --------- | ------------------ | ----------------------------- | -------------------- | -------------------- | -------------------- | -------------------- | --------------------- | -------------------- | -------------------- | -------------------- | ----- |
| Жозеф Нджимби | До 95 кг  |                    | Одвожин Балджиньям пор. иппон | Закончил выступление | Закончил выступление | Закончил выступление | Закончил выступление | Закончил выступление  | Закончил выступление | Закончил выступление | Закончил выступление |       |

Женщины
| Спортсмен             | Категория | 1/16               | 1/8                          | 1/4                   | 1/2                   | 1-й доп. раунд        | Утешит. четвертьфинал | Утешит. полуфинал     | За 3 место            | Финал                 | Место |
| Спортсмен             | Категория | Соперник Результат | Соперник Результат           | Соперник Результат    | Соперник Результат    | Соперник Результат    | Соперник Результат    | Соперник Результат    | Соперник Результат    | Соперник Результат    | Место |
| --------------------- | --------- | ------------------ | ---------------------------- | --------------------- | --------------------- | --------------------- | --------------------- | --------------------- | --------------------- | --------------------- | ----- |
| Мелани Энгоанг Нгуэма | До 72 кг  |                    | Катарина Хакансон пор. иппон | Закончила выступление | Закончила выступление | Закончила выступление | Закончила выступление | Закончила выступление | Закончила выступление | Закончила выступление |       |

## Лёгкая атлетика
Спортсменов — 2
Мужчины
| Спортсмен            | Вид             | Предварительный раунд | Предварительный раунд | Четвертьфинал | Четвертьфинал | Полуфинал | Полуфинал | Финал     | Финал     |
| Спортсмен            | Вид             | Результат             | Место                 | Результат     | Место         | Результат | Место     | Результат | Место     |
| -------------------- | --------------- | --------------------- | --------------------- | ------------- | ------------- | --------- | --------- | --------- | --------- |
| Шарль Тайо           | 100м            | не финишировал        | -                     | Не прошёл     | Не прошёл     | Не прошёл | Не прошёл | Не прошёл | Не прошёл |
| Хилэр Онвалеле Озимо | Прыжки в высоту | 2,05                  | 42                    | Не прошёл     | Не прошёл     | Не прошёл | Не прошёл | Не прошёл | Не прошёл |